# Louis Blais
Pour les articles homonymes, voir Blais.
Louis Blais né le 7 janvier 1755, et décédé le 15 mai 1838 fut un agriculteur et homme politique fédéral du Bas-Canada. Il a représenté Hertford dans l'Assemblée législative du Bas-Canada de 1800 à 1804.
Il est né à Saint-Pierre-de-la-Rivière-du-Sud, le fils de Michel Blais et de Marie-Françoise Lizotte. Louis était capitaine dans la milice, par la suite il a atteint le grade de major. Il ne sait pas présenté pour la réélection à l'Assemblée en 1804. Il a été marié deux fois: tout d'abord à Marie-Gabriel Roy, la sœur de Étienne-Ferréol Roy, en 1781, puis à Marie-Anne Bossé en 1786. Louis mourut à Saint-Pierre-de-la-Rivière-du-Sud à l'âge de 83 ans.